# Ebersberg (Deister)
Der Ebersberg ist die südlichste Erhebung des südwestlich von Hannover gelegenen Deisters. Am Berghang befindet sich ein Wohngebiet der östlich angrenzenden Stadt Springe. Im Süden des Ebersbergs schließt sich die Deisterpforte als Durchbruch zwischen Deister und kleinem Deister an. Im Norden des Ebersberg liegt ein stillgelegten Kalksteinbruch mit dem Skigebiet des Skiclub Springe.

## Beschreibung
Der Deister am Ebersberg ist Teil des Springer Stadtforsts. im Steinbruch am Ebersberg wurde von 1905 bis 1970 ein Teil eines auf 9 Millionen Tonnen geschätzten Vorkommens an Korallenoolith abgebaut. Die Verarbeitung des Kalksteins zu Baumaterial, Branntkalk und Dünger erfolgte in Springe. Auf den zwischen dem Steinbruch und der Stadt für die Skipisten am steilen Osthang des Ebersberg freigehaltenen Flächen gibt es Vorkommen von seltenen geschützten Orchideen.

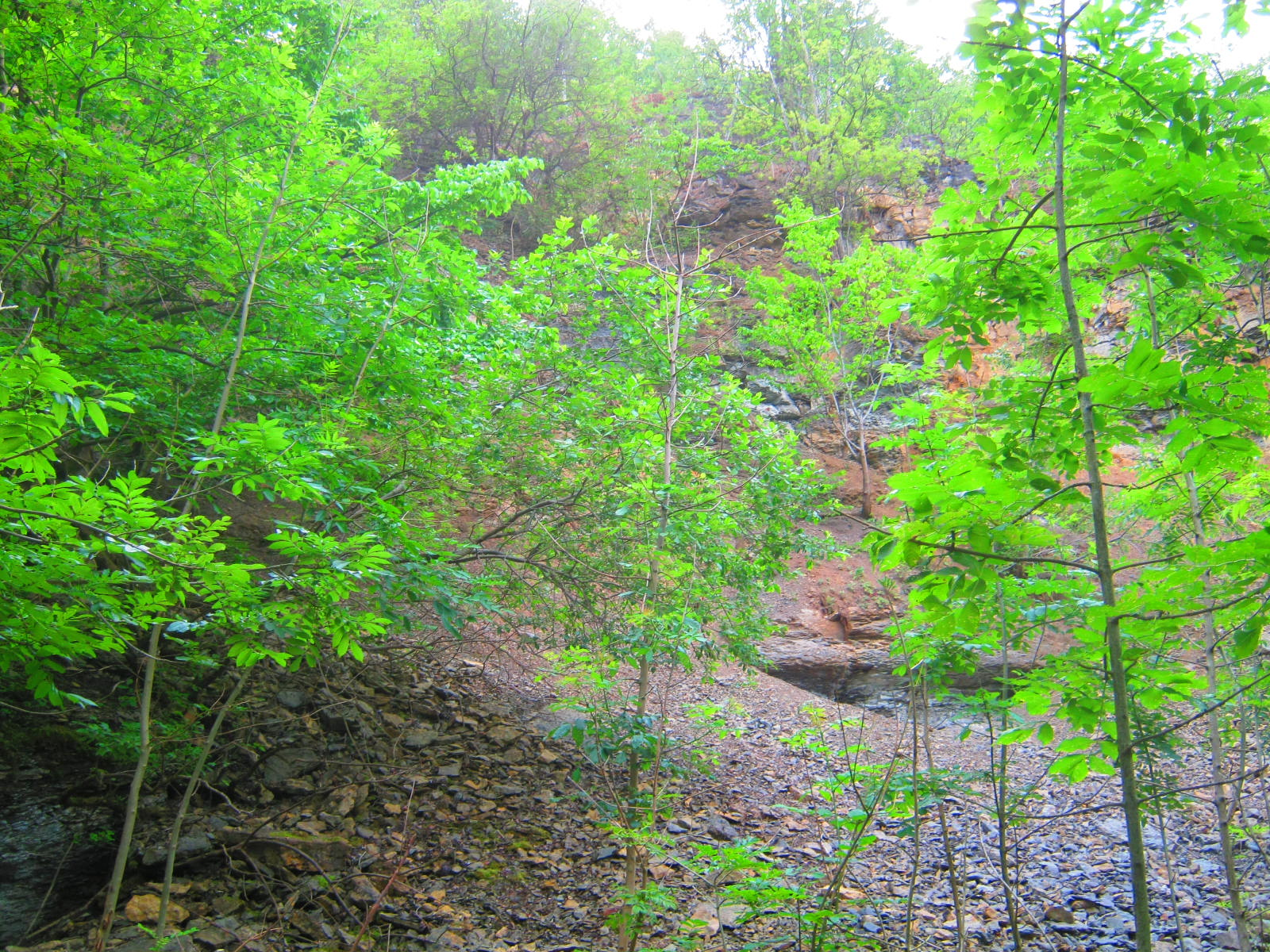
Hang am Ebersberg
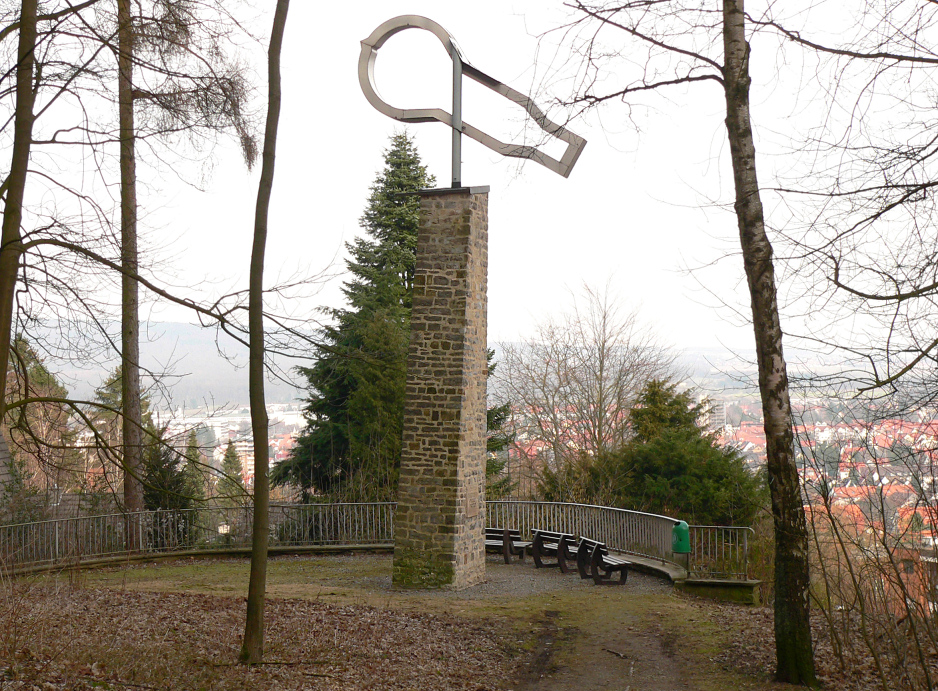
Glühlampensymbol auf der Göbel-Bastei oberhalb von Springe mit Gedenktafel für Heinrich Göbel
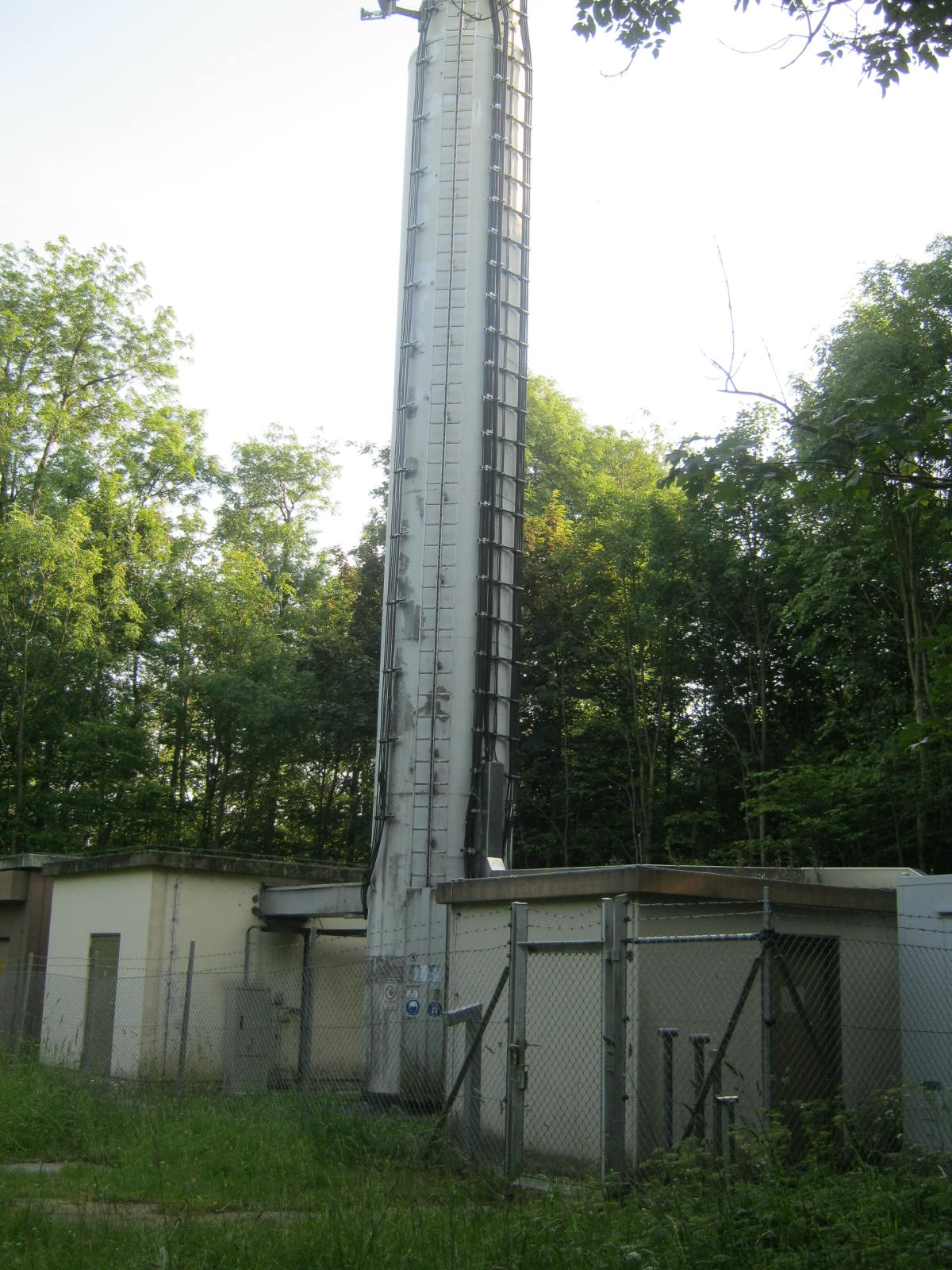
Antennenanlage auf der Kuppe des Ebersberges.

## Sehenswürdigkeiten
Am Hang oberhalb von Springe erinnert die Göbelbastei mit einer Gedenktafel und der immer leuchtenden Glühlampe an den in Springe geborenen Heinrich Göbel. Von hier aus hat man auch einen guten Ausblick über Springe. Bei gutem Wetter reicht der Blick bis zum Brocken. Im Wohngebiet am Fuße des Berges liegt der Findling am Ebersberg.